# Glatigny (Oise)
Glatigny – miejscowość i gmina we Francji, w regionie Hauts-de-France, w departamencie Oise.
Według danych na rok 1990 gminę zamieszkiwały 133 osoby, a gęstość zaludnienia wynosiła 37 osób/km² (wśród 2293 gmin Pikardii Glatigny plasuje się na 864. miejscu pod względem liczby ludności, natomiast pod względem powierzchni na miejscu 1004.).